# مرگ و زندگی شهرهای بزرگ آمریکایی
مرگ و زندگی شهرهای بزرگ آمریکایی (انگلیسی: The Death and Life of Great American Cities) کتابی است به قلم جین جیکوبز که در سال ۱۹۶۱ منتشر شد. جیکوبز در این اثر سیاست‌ها و مفروضات برنامه‌ریزی شهری در دهه ۱۹۵۰ را، که به زعم او عامل زوال بسیاری از محله‌های شهری در ایالات متحده آمریکا بود، به چالش می‌کشد.
این کتاب مؤثرترین و شناخته‌شده‌ترین اثر جیکوبز است.
جیکوبز منتقد برنامه‌ریزان شهری «خردگرا» ی دهه ۱۹۵۰ و ۱۹۶۰ به ویژه رابرت موزز و آثار لو کوربوزیه بود. به باور جیکوبز اولویت برنامه‌ریزی شهری باید نیازها و تجربه‌های ساکنان باشد و برنامه‌ریزان شهری مدرنیست این امر را نادیده گرفته بودند و نگاهشان به پیچیدگی زندگی انسانی در جوامع غنی و با تنوع فرهنگی ساده‌انگارانه و منتزع بود. جیکوبز مخالف برنامه‌های احیای شهری در مقیاس کلان که غالباً به تغییر بافت محله‌ها و ساخت بزرگراه منجر می‌شد بود. وی در عوض مدافع توسعه با کاربری ترکیبی و خیابان‌هایی پیاده‌مدار با ناظران خیابان جهت حفظ نظم عمومی بود. جیکوبز همچنین از نگاهداری بافت موجود شهرها از جمله ساختمان‌های قدیمی و جامعه‌های با سابقه دفاع می‌کند.

## محتوای کتاب

### مفروضات برنامه‌ریزی شهری
جیکوبز کتاب را با این جمله آغاز می‌کند که «این کتاب حمله‌ای است علیه بازسازی و برنامه‌ریزی شهری کنونی.» وی سپس به بازگویی تجربه بازدیدش از نورت اند، بوستون در سال ۱۹۵۹ می‌پردازد و می‌گوید که او این محله را محیطی امن، سرزنده، سالم و دوستانه یافته بود، و این تجربه را با مصاحبه‌هایش با برنامه‌ریزان و مسئولان شهری و مالی منطقه مقایسه می‌کند که به او می‌گفتند که نورت اند محله‌ای زاغه‌نشین و ناجور است و به‌شدت نیاز به نقشه و برنامه‌ای برای بازسازی دارد. جیکوبز نظریه‌های باب روز شهرسازی و برنامه‌ریزی شهری را «خرافات ظریف و پیچیدهٔ جاافتاده» ای می‌نامد که در خط فکری و تبارشناسی دیوانسالاران، بانکداران، و شهرسازان نفوذ کرده‌اند و سپس تبارشناسی این نظریات را بررسی می‌کند.

#### توصیف
جیکوبز تاریخچهٔ توسعه نظریات برنامه‌ریزی شهری معاصر را با طرح باغ‌شهر ابنیزر هوارد آغاز می‌کند. باغ‌شهر هوارد طرح جامع جدید برای شهری خودکفا بود که از سر و صدا و آلودگی‌های لندن قرن نوزدهم دوری گزیده و با کمربند سبز کشاورزی‌اش، مشتمل بر مدارس و مناطق مسکونی است که یک مرکز تجاری را دور گرفته‌اند. هر باغ‌شهر حداکثر ۳۰٬۰۰۰ شهروند می‌داشت و لازم بود نوعی اقتدار بر آن حاکم باشد که با دقت کاربری‌های زمین را تحت نظر داشته باشد و جلوی افزایش تراکم جمعیت و تجاوز فعالیت‌های تجاری مازاد به دیگر مناطق باغ‌شهر را بگیرد. بیرون از مرزهای کمربندهای سبز شهر امکان استقرار کارخانه‌های صنعتی وجود داشت، به‌شرطی که پشت فضاهای سبز پنهان شده باشند. ایدهٔ باغ‌شهر نخستین بار در بریتانیا در توسعه لتچوورث گاردن سیتی و ولوین گاردن سیتی و در آمریکا در حومه رادبرن، نیوجرسی به‌کار گرفته شد.
جیکوبز تأثیر آرای هوارد در آمریکا را از مسیر اندیشمندانی چون لوئیس مامفورد، کلرنس استاین، هنری رایت، و کاترین بائر پی می‌گیرد و به آن‌ها عنوان «مرکزیت‌زداها» یاد می‌کند. مرکزیت‌زداها بر آن بودند تا با بهره بردن از برنامه‌ریزی منطقه‌ای وضع شهرهای شلوغ و پرجمعیت را بهبود ببخشند و ساکنان آن‌ها را به زندگی در حومه‌ها و مناطق پیرامونی با تراکم جمعیتی پایین جذب کنند تا از شلوغی و تراکم مرکز شهری کاسته شود. جیکوبز بر سوگیری ضدشهری طرفداران باغ‌شهرها و مرکزیت‌زداها تأکید می‌کند و می‌گوید که این گروه‌ها بر آن بودند که جوامع باید واحدهای خودکفا و مستقل باشند، اینکه کاربری‌های غیر دقیق و تعریف‌نشده زمین منجر به حاکمیت آشفته، غیرقابل‌پیش‌بینی و منفی می‌شود، اینکه خیابان مکانی مضر برای ارتباطهای انسانی است و خانه‌ها باید از خیابان‌ها روی بگردانند و به فضاهای سبز محافظت شده چشم‌انداز داشته باشند، اینکه مناطق شهری عظیم که با جاده‌های شریانی به یکدیگر متصل می‌شوند از مناطق کوچک که با جاده‌های متقاطع و متداخل به هم وصل می‌شوند بهتر هستند، اینکه همه جزئیات مهم باید طراحی شود و مطابق نقشه جامع ایجاد شود نه اینکه به دست سازوکار ارگانیک شکل بگیرد، و اینکه باید از تراکم جمعیتی پرهیز کرد و دستکم آن را به گونه‌ای شکل داد که به ایجاد نوعی جداسازی منجر شود.
جیکوبز در ادامهٔ مرورش بر تاریخ شهرسازی رایج، از لو کوربوزیه یاد می‌کند که کانسپت شهر درخشانش مشتمل بر بیست و چهار برج آسمانخراش در پارکی عظیم است. شهر درخشان که در هکتار ۱۲۰۰ نفر جمعیت دارد و تضاد با ایده‌آل ساختمان‌های کم ارتفاع و محلات کم‌جمعیت مرکزیت‌گراها است، راهی است برای تعمیم مفاهیم اصلی باغ‌شهر (مناطق شهری عظیم، برنامه‌ریزی سخت‌گیرانه محلات، دسترسی آسان خودرو، و تعبیه پهنه‌های گسترده چمنزار برای بیرون نگاه داشتن عابران پیاده از خیابان‌ها) به خود شهر با هدف بازآفرینی مراکز شهری‌ای که دچار رکود شده‌اند. جیکوبز مقدمه‌اش را با اشاره به جنبش شهر زیبا به پایان می‌برد. هدف شهر زیبا گنجاندن مراکز مدنی، بلوارهای باروک، و پارک‌های یادمانی در مناطق اصلی شهری است.
منابع
- باغ‌شهرهای فردا اثر ابنیزر هوارد
- فرهنگ شهرها اثر لوئیس مامفورد
- تکامل شهرها اثر پاتریک گدس
- خانه‌سازی مدرن اثر کاترین بائر
- به‌سوی شهرهای جدید برای آمریکا اثر کلرنس استاین
- از ازدحام چیزی عاید نمی‌شود اثر ریموند آنوین
- شهر فردا و برنامه‌ریزی آن اثر لو کوربوزیه

#### نقد جیکوبز
جیکوبز اذعان دارد که پیشنهادهای باغ‌شهر و مرکزیت‌گراها در جای خودشان کارایی دارند و شهرک‌های حومه‌ای با استفاده از فضاهای سبز گسترده و خانه‌سازی با تراکم پایین، نیازهای اشخاصی که در این مناطق سکونت می‌کنند (و غالباً به زندگی مبتنی بر خودروی شخصی و حریم شخصی وابسته‌اند) را اقناع کند. مشکل جیکوبز با این نظریات در آن است که سوگیری ضدشهری آن‌ها به‌نحوی در اجماع رایج دانشگاهی و سیاسی در مورد چگونگی طراحی خود شهرها نفوذ کرده و و بر برنامه‌های درسی دانشگاه‌ها و مقررات کشوری و محلی دربارهٔ خانه‌سازی، وام‌های مسکن، بازسازی شهری و پهنه‌بندی تأثیر گذاشته است.
جیکوبز با ایده‌های لو کوربوزیه تسامح کمتری دارد و می‌گوید با اینکه شهر رؤیایی او غیرعملی و به دور از سیاق واقعی شهرهای موجود بود، «معماران با سرگشتگی از آن استقبال کردند و به‌تدریج در ده‌ها پروژه از مجموعه‌های مسکونی برای طبقه‌های کم‌درآمد تا ساختمان‌های اداری تبلور یافت.» جیکوبز همچنین عنوان می‌کند که مساعی تک‌افتاده جنبش شهر زیبا، در تلاش برای اینکه به «شهر روز کاری» آلوده نشوند، از جذب بازدیدکننده بازماندند و در معرض زوال و مردگی و تبدیل شدن به زاغه قرار گرفتند و از قضا به انحطاط فضاهای شهری شتاب دادند.

### اهمیت پیاده‌روها
جیکوبز پیاده‌روها را سازوکار مرکزی در حفظ نظم شهری می‌داند. «این نظم شهری از حرکت و تغییر ساخته شده است و با اینکه خود هنر نیست و زندگی است، می‌توان آن را فرم هنری شهر دانست و به رقص شبیهش دانست.» برای جیکوبز، پیاده‌رو صحنه روزمره‌ای برای «بالهٔ ظریفی است که در آن رقصنده‌ها و دسته‌های بازیگران هر کدام نقشی دارند که به‌شکی معجزه‌وار یکدیگر را تقویت می‌کنند و به ایجاد کل منظمی منجر می‌شود.»
جیکوبز می‌گوید که تفاوت اصلی شهر با حومه‌ها و شهرک‌ها در این است که شهرها پر از غریبه‌هایند و به عبارت دقیق‌تر نسبت غریبه‌ها به آشنایان لزوماً در همه‌جای شهر (حتی دم در خانه فرد) عدد بزرگی است، چرا که تراکم جمعیت در این دایرهٔ کوچک جغرافیایی بالاست؛ بنابراین یکی از اصلی‌ترین چالش‌های شهر این است که ساکنان آن در میان این حجم از غریبه‌های همواره متغیر احساس امنیت، ایمنی و یکپارچگی اجتماعی بکنند. پیاده‌رو سالم سازوکاریی ضروری برای رسیدن به این اهداف است و نقش مهمی در جلوگیری از جرایم و ایجاد ارتباط بین افراد دارد.
جیکوبز بر این نکته تأکید دارد که باید پیاده‌رو را در ترکیب با محیط فیزیکی‌اش در نگریست چرا که «پیاده‌رو خود به تنهایی هیچ است و انتزاعی بیش نیست و تنها در پیوند با ساختمان‌ها و کاربری‌های دیگری که در تماس با پیاده‌رو (یا پیاده‌روهای دیگر مجاور آن) هستند معنا پیدا می‌کند.»

#### امنیت
جیکوبز می‌گوید که پیاده‌روها و کسانی که از پیاده‌رو استفاده می‌کنند فعالانه در محافظت از مدنیت و نظم شهری مشارکت می‌کنند و صرفاً «ذی‌نفعان منفعل امنیت یا قربانیان ناتوان خطرهای شهر» نیستند. پیاده‌رو سالم شهری جهت تأمین امنیت نیاز به نظارت دائم پلیس ندارد بلکه متکی بر «شبکه‌ای ظریف و گویی ناخودآگاه از کنترل داوطلبانه از سوی ساکنان است و مجریان آن خود این ساکنان هستند.» به گفتهٔ او خیابانی که به‌اندازهٔ کافی از آن استفاده می‌شود معمولاً از جرم و جنایت ایمن است و خیابان‌های خالی مستعد خط هستند، چرا که تراکم جمعیت کاربران انسانی جلوی بیشتر جرائم خشن را می‌گیرد یا حداقل باعث می‌شود که جمعی لازم از نجاتگرها و امدادگرها، موارد بحرانی را سامان دهند. هرچه یک خیابان شلوغ‌تر و فعال‌تر باشد، جذابیت و جالب بودن آن برای رهگذاران و ساکنان بیشتر است و افراد ترغیب می‌شوند که بیشتر در آن راه بروند یا از داخل خانه یا محل کار آن به آن چشم بدوزند و این امر جمع بزرگتری از پاسبان‌های ناخودآگاه را ایجاد می‌کند که ممکن است علائم بدوی هرگونه دردسر را شاهد باشند. به عبارت دیگر، پیاده‌روهای سالم حجم بالای غریبه‌های شهر را از نوعی تهدید به نوعی فرصت تبدیل می‌کنند.
این سازوکار خودنظارتی به‌ویژه در خیابان‌هایی که تحت نظارت «صاحبان طبیعی» شان هستند قوی‌تر است. این افراد کسانی هستند که فعالانه از تماشای خیابان لذت می‌برند و ذاتاً خود را مسئول نگهداری از منشور اخلاقی تلویحی خیابان می‌دانند و اطمینان دارند که اگر مجبور به اقدامی شوند دیگران از آن‌ها حمایت می‌کنند. این افراد در خط مقدم حفظ نظم پیاده‌رو قرار دارند و اگر در مواردی لزوم داشت اقتدار نیروی پلیس حضور ایشان را تکمیل می‌کند. جیکوبز در ادامه نتیجه‌گیری می‌کند که سه کیفیت برای تأمین امنیت خیابان‌های شهر الزامی است:
1. جداسازی واضح و مشخص بین فضاهای عمومی و خصوصی
2. تعداد کافی ساختمان رو به خیابان و افرادی که خیابان را تماشا کنند.
3. دید پیوسته بر خیابان که نظارت کارا را تضمین کند.

از زمان چاپ کتاب، تعداد قابل‌توجهی از پژوهش‌های جرم‌شناختی مفهوم ناظران خیابان را در علوم پیشگیری از جرم به‌کار برده‌اند.
جیکوبز این «صاحبان طبیعی» را در مقابل «پرندگان رهگذر» قرار می‌دهد که عابران و ساکنان موقتی و بدون احساس مسئولیتی استند که «هیچ نمی‌دانند که چگونه از خیابانشان مراقبت کنند.» جیکوبز می‌گوید با اینکه محلات می‌توانند تعداد زیادی از این افراد را در خود جذب کنند، «اگر این محلات تنها به مجموعه‌های مسکونی‌ای از این پرندگان رهگذر تبدیل شوند، خیابان‌ها به تدریج امنیت خود را از دست می‌دهند.»
جیکوبز همچنین راهروها، آسانسورها و راه‌پله‌های خالی مجموعه‌های مسکونی عمومی (طرح‌های مسکن‌سازی) را به خیابان‌های تشبیه می‌کند. این فضاهای کور که با همان الگو و طرح آپارتمان‌های قشرهای توانمند ساخته شده‌اند، امکاناتی که در آن ساختمان‌ها وجود دارد از جمله کنترل ورودی‌ها، دربان، مسئول آسانسور، مدیر ساختمان توانمند و دیگر کارکردهای نظارتی را ندارند و نمی‌توانند حضور غریبه‌ها را کنترل کنند و ازین رو حضور غریبه‌ها ناگزیر تبدیل به خطر می‌شود. این فضاها فضاهایی عمومی هستند اما از دید عموم پنهان شده‌اند و «امکان نظارت و محافظت از امنیتی که در خیابان‌ها به واسطه ناظران خیابان شهری ایجاد می‌شود را ندارند» و به نقاط اشتعالی برای رفتارهای مخرب و بدکارانه تبدیل شده‌اند. هرچه ساکنان بیرون آپارتمان‌هایشان احساس ناامنی بیشتری بکنند، از زندگی عمومی ساختمانشان دورتر می‌شوند و رفتارهایی مشابه پرندگان رهگذر به نمایش می‌گذارند. این مشکلات حل‌نشدنی نیستند. جیکوبز مدعی است که در یک مجموعه مسکونی در بروکلین با باز کردن دید عمومی به راهروها و تبدیل آن‌ها به زمین بازی و محل پیک‌نیک مستأجران رفتارهای تخریب‌گرانه در این مجموعه کاهش یافته است.
بر اساس این ایده که لازمه امنیت شهری بدون استفاده از نیروهای رسمی پلیسی، پیاده‌راه‌های شلوغ و پرفعالیت است، جیکوبز می‌گوید که باید تعداد قابل توجه مغازه، بار، رستوران و دیگر فضاهای عمومی در راستای پیاده‌راه پخش شده باشند تا فعالیت‌های لازم جهت تأمین این ناظران خیابان وجود داشته باشد. به باور جیکوبز اگر برنامه‌ریزان شهری پیاده‌راه‌ها را نادیده بگیرند، خیابان‌ها خلوت و ناامن خواهد شد و ساکنان به سه سازوکار پناه می‌برند:
1. از محله می‌روند و خطر را برای کسانی که توان مالی جابجایی از محله را ندارند باقی می‌گذارند.
2. به خودروهایشان پناه می‌برند و تنها ارتباطشان با شهر به عنوان سرنشینان خودرو خواهد بود و نه رهگذر پیاده.
3. با استفاده از حصارکشی و نیروهای پاسبان و نگهبان محله را به مناطق مستقل و منزوی تبدیل می‌کنند و مناطق توانمندتر از محیط جدا می‌شود.

#### ارتباط
پیاده‌روها باعث تسهیل بازه‌ای گسترده از برهم‌کنش‌های اجتماعی روزمره می‌شوند، از آدرس پرسیدن یا مشورت با مغازه‌داران گرفته تا سلام کردن به رهگذران و نوازش کردن سگ‌های خانگی حاضر در مسیر. «بیشتر این برخوردها جزئی هستند اما جمع و انباشت آن‌ها به هیچ عنوان جزئی نیست.» جمع این برخوردها «شبکه‌ای از اعتمادها و احترام‌های عمومی است» که در عین حال هیچ مسئولیت خصوصی را متوجه افراد نمی‌کند. به‌عبارت دیگر ساکنان و رهگذران می‌دانند که می‌توانند در زندگی پیاده‌رو شرکت داشته باشند بدون آنکه در روابط شخصی و دردسرآور یکدیگر گرفتار و درگیر شوند یا اینکه این موارد زندگی شخصی‌شان را تحت شعاع قرار دهد. جیکوبز این پیاده‌روها را با مناطقی بدون زندگی پیاده‌رویی (از جمله حومه‌هایی با تراکم جمعیت پایین) مقایسه می‌کند که در آن‌ها ساکنان مجبورند یا بخش بزرگی از زندگی شخصی خود را با گروه کوچکی از افراد نزدیک به اشتراک بگذارند یا هیچ ارتباطی با همسایگان خود نداشته باشند و ازین رو لازم است در انتخاب همسایگان و روابطشان دقت به خرج بدهند و این نوع روابط تنها در قشرهای متوسط رو به بالا که امکان انتخاب دارد امکان‌پذیر است و برای دیگران ممکن نیست.
ساکنان جاهایی که زندگی پیاده‌رویی در آن وجود ندارد عادت کرده‌اند تا از ارتباط‌های ساده با غریبه‌ها (به‌ویژه افرادی با نژاد، میزان درآمد یا تحصیلات متفاوت) اجتناب کنند تا جاییکه تصور ارتباط با افرادی متفاوت با خودشان را نمی‌توانند بکنند. وضع در در پیاده‌روهای شلوغ و پرفعالیت متفاوت است چرا که به همه افراد به یک میزان کرامت، حق تقدم، و اجازه معاشرت داده می‌شود بدون اینکه ترسی از نقض شدن حریم خصوصی افراد یا ایجاد مسئولیت‌های فردی جدید وجود داشته باشد. بنابراین از قضا ساکنان شهرک‌های حومه‌ای با تراکم جمعیت پایین حریم خصوصی کمتری نسبت به ساکنان شهرهای پرجمعیت دارند و ازین رو دوستان و آشنایان کمتری خواهند داشت.

#### اجتماعی‌سازی کودکان
پیاده‌رو جایی مناسب برای بازی کودکان زیر نظارت عمومی والدین و دیگر صاحبان طبیعی خیابان است. از آن مهم‌تر پیاده‌رو جایی است که کودکان نخستین بنیادهای زندگی مدنی موفق را می‌آموزند، اینکه اشخاص باید کمی مسئولیت عمومی در قبال یکدیگر بپذیرند حتی اگر با هم ارتباطی نداشته باشند. کودکان با مشاهده کنش‌ها و واکنش‌های بیشمار این امر را که صاحبان طبیعی خیابان بدون اینکه مسئولیتی رسمی داشته باشند در امنیت و سلامت آن نقش دارند را درمی‌آموزند. این درس را نمی‌توان به‌صورت رسمی به کودکان یاد داد چرا که آن مسئولیت ارگانیک و غیررسمی است.
جیکوبز می‌گوید که پیاده‌روهایی با عرض سی تا سی و پنج فوت (نه تا ده و نیم متری) می‌توانند فضایی مناسب بازی عمومی کودکان، کاشت درختان جهت ایجاد سایه، سیرکولاسیون رهگذران، زندگی عمومی بزرگسالان و حتی توقف بیجا و وقت‌گذرانی ایجاد کند. او اذعان دارد که چنین پیاده‌رویی در زمانهٔ اتومبیل‌ها نعمتی است که در دسترس همه محله‌ها نیست، ولی می‌توان پیاده‌روهای بیست فوتی (شش متری) ایجاد کرد که می‌تواند فضایی برای بازی کودکان (به جز طناب‌بازی) بسازد و حتی اگر پیاده‌رو عرض کمتری داشته باشد اگر موقعیت آن در دسترس و خیابان‌ها جذاب باشند می‌تواند جایی مناسب برای حضور و رشد کودکان باشد.

### نقش پارک‌ها
نظریه‌های رایج شهرسازی پارک‌ها را نعمتی می‌دانند که به «ساکنان محروم شهری اعطا شده است.» جیکوبز از خواننده می‌خواهد که این نظریه را به چالش بکشند و پارک‌ها را «مکان‌هایی محروم بدانند که به نعمت زندگی و حضوری که از سوی شهروندان به آن‌ها اعطا می‌شود نیاز دارند.» هماننده پیاده‌روها، پارک‌های سرزنده و موفق پارک‌هایی هستند که «به‌خاطر غنای کاربردهای فیزیکی در مجاورت آن‌ها، کاربران آن و همچنین زمان استفاده این کاربران از پارک در طول روز غنا می‌یابد.» جیکوبز از چهار اصل در طراحی پارک‌های خوب یاد می‌کند: پیچیدگی (غنای کاربردها و کاربران)، مرکزیت (محل تقاطع یا محل مکث یا اوج در پارک)، دسترسی به نور آفتاب، و محاط بودن (حضور ساختمان و غنای محیط مجاور پارک)
قانون بنیادی پیاده‌راه‌های محلات در مورد پارک‌ها نیز صدق می‌کند: «سرزندگی و غنای تجربه‌ها باعث افزایش سرزندگی می‌شود و ملال و مردگی از زندگی فضا می‌کاهد.» جیکوبز اذعان دارد که پارکی با طراحی خوب در نقطه مرکزی یک محله می‌تواند نقطهٔ قوت مهمی باشد، ولی به این دلیل که تعداد زیادی از پروژه‌های شهری هستند که به خاطر کمبود بودجه ناتمام می‌مانند، خرج کردن بودجهٔ شهری و کاربری‌های زمین برای ساخت پارک و زمین بازی و معمولاً در مقیاس‌های بزرگ‌تر از نیاز و در مکان‌هایی که در مسیر دائم استفاده ساکنان منطقه نیست منجر به ایجاد فضاهایی خسته‌کننده و ناراحت می‌شود که به کار بهبود وضع زندگی کاربران نمی‌آید.

### محله‌های شهری
جیکوبز از نظریات معاصر شهرسازی در مورد این امر که برداشتشان از محله‌های شهری واحدهایی مدولار و مستقل با جمعیت حدود ۷۰۰۰ نفر (جمعیت کافی برای پر کردن یک مدرسه ابتدایی و پشتیبانی از یک بازارچه محلی و یک مرکز محله) انتقاد می‌کند.
او تأکید دارد که یکی از مختصات شهرهای بزرگ این است که ساکنان قابلیت جابجایی و تحرک دارند و بین مناطق بزرگ و کوچک و با شخصیت‌ها و کارکردها مختلف و غنی شهر سیالیت وجود دارد.
از نظر جیکوبز باید محله‌های شهری را در سه سطح سازماندهی جغرافیایی و سیاسی تعریف کرد: سطح شهری، سطح منطقه‌ای، و سطح خیابانی. در این تعریف برای مثال شهر نیویورک خود یک محله در سطح شهری محسوب می‌شود و نهادهای حکمرانی مثل شهرداری و شورای شهر و بسیاری از نهادهای فرهنگی و اجتماعی مثل جوامع هنری یا اتحادیه‌های کارگری در این سطح به فعالیت می‌پردازند.
هدف اصلی یک محله در سطح منطقه‌ای، به گفتهٔ جیکوبز، میانجی‌گری بین نیازهای محلات در سطح خیابانی و تسهیم منابع و تصمیم‌گیری‌های سیاسی در سطح شهری است.
جیکوبز می‌گوید که به تخمین او حداکثر مقیاس محله یک منطقه‌ای کارا ۲۰۰٬۰۰۰ نفر جمعیت و ابعاد ۱٫۵ مایل مربع (۳٫۹ کیلومتر مربع) است ولی او ترجیح می‌دهد از تعریف کارکردی را در مورد محلات منطقه‌ای استفاده کند تا تعریفی فضایی.
این تعریف کارکردی عبارت است از: «محله‌ای که آنقدر بزرگ باشد که بتواند در مقابل شهرداری و شورای شهر بایستد اما نه آنقدر بزرگ که محلات در سطح خیابانی نتوانند در آن توجهی به خود جلب کنند و تأثیرگذار باشند.»
مرزهای این مناطق سیال و متداخل هستند اما گاه با موانع فیزیکی مثل بزرگراه‌ها یا عارضه‌های جغرافیایی تعریف می‌شوند.
جیکوبز در نهایت کیفیت محله را تابع این امر می‌داند که چقدر این محله می‌تواند با ترکیب مساعی ساکنان، قدرت سیاسی، و پویایی مالی می‌تواند در مدیریت و محافظت از خود در گذر زمان موفق باشد. به نظر جیکوبز چهار امر در برنامه‌ریزی محله‌های مؤثر شهری نقش دارند:
1. ایجاد خیابان‌های سرزنده و جذاب
2. تبدیل بافت خیابان‌های محله به یک شبکه پیوسته در تمام نقاط محله منطقه‌ای
3. استفاده از پارک‌ها، میدان‌ها، و ساختمان‌های عمومی به مثابه بخشی از بافت خیابان جهت تقویت پیچیدگی این بافت و استفاده از چندین کاربری در هر کدام به‌جای کاربری‌های مجزا و مستقل
4. ایجاد و تقویت هویت کارکردی در سطح محله منطقه‌ای

جیکوبز به‌طور خاص منتقد طرح‌های بازسازی شهری‌ای است که کل بافت محله را از بین می‌برند، برای مثال نمونه طرح بازسازی منطقه فیلمور در شهر سان فرانسیسکو که باعث شد جامعه‌ای رانده‌شده از شهروندان فقیر و جابجاشده به وجود بیاید. به باور او این سیاست‌ها جوامع و ساختارهای اقتصادی نوآور را نابود و فضاهایی مجزا و غیرطبیعی شهری ایجاد می‌کنند. (نگاه کنید به نامکان و واقعیت حاد)

### مولدهای غنای شهری
به جای طرح‌های بازسازی شهری مبتنی بر نظریات مرسوم شهرسازی، جیکوبز بر آن است که باید از «چهار مولد غنای شهری» استفاده کرد تا به «منابع کاربرد مؤثر اقتصادی» بینجامد. این چهار مولد عبارتند از:
1. کاربری‌های اولیه ترکیبی که باعث می‌شوند خیابان‌ها در ساعات مختلف روز فعال باشد.
2. بلوک‌های کوتاه شهری که باعث نفوذ و دسترسی ساده‌تر پیاده‌روها می‌شود.
3. حضور ساختمان‌هایی با عمر و وضعیت ساخت متفاوت از نوساز تا ساختمان‌های کهنه و قدیمی
4. تراکم شهری بالا

آرای زیباشناختی جیکوبز را می‌توان نقطه مقابل معماری مدرن دانست، چرا که او طرفدار سرزندگی و شلوغی است و نه نظام و کارایی. او به‌کرات از محله گرینیچ ویلج در شهر نیویورک را به عنوان مثالی از جامعه سرزنده شهری نام می‌برد.

### زوال و نوزایی غنای شهری
به گفتهٔ جیکوبز، زوالِ خودکردهٔ غنای شهری در پی روی آوردن به کاربری‌های سودآورتر، و نشاندن آنها به جای کاربری‌های کوچک‌تر و کم‌سودتر در بافت شهری، از خطرهایی است که مناطق شهری موفق (یعنی مناطق شهری با غنای اقتصادی و اجتماعی بالا) را تهدید می‌کند. با موفقیت منطقهٔ شهری و شکل‌گیری غنا و پویایی اقتصادی و اجتماعی در آن، ارزش املاک و هزینه‌های فعالیت و زندگی در آن بافت افزایش می‌یابد و صرفهٔ مالی فعالیت کاربری‌های کوچکتر و کم‌سودتر در آن کاهش می‌یابد و این کاربری‌ها به تدریج از این مناطق حذف می‌شوند و جای آن‌ها را کاربری‌های سودآورتر می‌گیرد. این روند منجر به کاهش جذابیت و پویایی و ایجاد تکرر و یکنواختی در آن بافت شهری می‌شود. جیکوبز این پدیده را به فرآیندی بیولوژیک تشبیه می‌کند که در آن منطقهٔ شهری به «سلولی احمق» یا «نوعی سلول سرطانی شهری» تبدیل می‌شود. این فرایند زوال منجر می‌شود که شهرها نتوانند از موفقیتی که به‌واسطهٔ غنایشان به‌دست آورده‌اند بهره ببرند. برای مثال، اگر خیابانی به‌دلیل تعدد کتابفروشی‌هایش معروف شود، ممکن است با جایگزین شدن کاربری‌های کوچکتر و کم‌سودتر توانایی جذب ساکنان و ارائه خدمات به شهروندان در تمام ساعت روز را از دست بدهد و این امر به‌تدریج به شکست فعالیت‌های اقتصادی و کاهش غنا و جذابیت کلی خیابان منجر شود. به باور جیکوبز شهرهای آمریکایی سازوکاری برای جلوگیری از تجمع کاربری‌های سودآور و حذف کاربری‌های کم‌سودتر از یک منطقه ندارند. جیکوبز می‌گوید که برای حفظ غنای اقتصادی و اجتماعی مناطق شهری باید مقررات پهنه‌بندی به‌گونه‌ای وضع شوند که تنوع کاربری‌ها در مناطق حفظ شود، باید تلاش کرد تا ساختمان‌های عمومی و نیمه‌عمومی کاربری خود را حتی پس از ارزشمند شدن ملک حفظ کنند، و مناطق جذاب و پویا در نقاط مختلف شهری پراکنده باشد تا تقاضا برای آن‌ها یک منطقه را دستخوش تحول نسازد.
یکی دیگر از پدیده‌های دیگری که جیکوبز در تأثیر فعال آن در زوال شهرها تأکید می‌کند، وجود مرزهای خالی و متروکه شهری هستند که از جمله آن‌ها می‌توان به بزرگراه‌ها و آزادراه‌های شهری، پارک‌های بزرگ و دیگر سازه‌های تک‌کاربری عظیم اشاره کرد که در تقابل و گذار از فضاهای چندکاربری، پویا و سرزنده شهری قرار دارند.
متروکه بودن این مناطق مرزی و عدم حضور ناظران خیابان در آن‌ها باعث ایجاد حس خطر و ناامنی و از بین رفتن جذابیت‌های بصری و کالبدی می‌شود و از غنای اجتماعی و اقتصادی این فضاها می‌کاهد. جیکوبز می‌گوید که بین مناطق شهری باید به جای مرزهای خالی و متروکه، درزهای خیاطی متخلخل و تراوش‌پذیری ایجاد کرد که این فضاها را به یکدیگر بدوزند.
جیکوبز نگاه متداول نظریات شهرسازی به زاغه‌نشینی را رد می‌کند و می‌گوید که مناسب‌ترین راهکار زاغه‌زدایی، فرایند خودجوش و ارگانیکی است که در آن ساکنان زاغه خود به محل سکونتشان علاقه و حس تعلق عمیقی پیدا می‌کنند و می‌خواهند که در آن منطقه بمانند و وضعیت آن را بهبود ببخشند. او این فرایند را با دو راهکار اصلی شهرسازان در مواجهه با زاغه‌ها، یعنی جابجایی زاغه (انتقال ساکنان زاغه‌نشین به منطقه‌ای دیگر از شهر) و محاط کردن زاغه (ساخت سازه‌ها و پروژه‌های بزرگ شهری و دولتی در داخل یا نزدیکی زاغه) مقایسه می‌کند و می‌گوید که برای اینکه فرایند زاغه‌زدایی شروع شود به دو عامل نیاز است که یکی خیابان‌های سرزنده و ایمن است و دیگری باقی ماندن بخش بزرگی از جمعیت زاغه در منطقه، چرا که اولویت اول خیلی از اشخاص این است که بتوانند مالی به‌دست بیاورند از زاغه به منطقه‌ای بهتر نقل مکان بکنند. علاوه بر این بسیاری از راهکارهای دولتی و شهرسازی برای بهبود وضعیت زاغه‌ها موجب جابجایی جمعیت زاغه می‌شود که این خود از موانع شروع فرایند زاغه‌زدایی است. جیکوبز عدم وجود منابع مالی کافی جهت نوسازی و فعالیت‌های اقتصادی در محل و وجود تبعیض‌های قشری، نژادی و قومی و … علیه زاغه‌نشینان را نیز از دیگر موانع موجود بر سر راه زاغه‌زدایی عنوان می‌کند.
جیکوبز در ادامه منابع مالی را که جهت نوسازی در مناطق شهری به‌کار می‌رود به دو دستهٔ «پول‌های فاجعه‌آمیز»(مانند پروژه‌های دولتی بزرگ و سرمایه‌گذاری‌های حجیم و در مقیاس بالای بخش خصوصی) و «پول‌های تدریجی» (مثل وام‌های شخصی و پس‌اندازهای ساکنین) تقسیم می‌کند. به گفتهٔ جیکوبز پول‌های فاجعه‌آمیز غنای شهری منطقه را از بین می‌برند، باعث جابه‌جایی گسترده ساکنین منطقه و همچنین ایجاد بی‌نظمی در زندگی ایشان می‌شوند، و به ایجاد مرزهای خالی و متروکه می‌انجامند. از سوی دیگر پول‌های تدریجی سبب می‌شوند که بهبودهای کالبدی و شهری به‌صورت آهسته در منطقه صورت گیرد، ساکنین را در جهت بهبود وضع خود توانمند می‌کند و باعث افزایش غنای شهری می‌شود. به گفتهٔ جیکوبز دولت‌ها و سرمایه‌گذاران عمده به پول‌های فاجعه‌آمیز علاقه بیشتری دارند، چرا که به آنها اجازه می‌دهد از قِبَل زوال غنای شهری سود ببرند.

### پیشنهادها و نیاز به استراتژی‌های متفاوت
جیکوبز می‌گوید که در بیشتر مسکن‌های یارانه‌ای (از جمله پروژه‌های ملی و دولتی مسکن و مسکن مقرون‌به‌صرفه) این مفروض وجود دارد که قشر کم‌درآمد نیاز به نوعی مسکن ویژه دارند، درحالی‌که که بین نیاز این افراد و افراد توانمند به مسکن تفاوتی وجود ندارد و تفاوت صرفاً در پول موجود ایشان جهت پرداخت هزینه مسکن است. پیشنهاد جیکوبز این است که دولت‌ها به جای روی آوردن به پروژه‌های عظیم و بزرگ‌مقیاس مسکن ملی (که به ایجاد گسیختگی در بافت شهری و جابجایی ساکنان می‌انجامد و ذاتاً با مسکن‌های موجود متفاوت است) هزینه این پروژه‌ها را صرف گارانتی کردن پرداخت مابه‌تفاوت اجاره به سازندگان و سرمایه‌گذاران بخش خصوصی بکنند و تنها محدودیتی که برای سازندگان خردمقیاس بخش خصوصی ایجاد می‌کنند این باشد که مقرر کنند مسکن‌های گارانتی‌شده صرفاً به ساکنان همان منطقه اجاره داده‌شود و اینکه سازندگان در اجاره دادن به اقشار مختلف دست به تبعیض نزنند.
جیکوبز بر آن است که با طرح‌های مسکن مقرون‌به‌صرفه موجود نباید به‌مثابهٔ شهرک‌هایی منزوی و مجزا از بافت شهری برخورد کرد، بلکه باید تلاش داشت تا آن‌ها را با بافت محیطشان پیوند زد و آشتی داد تا هم وضعیت خود پروژه بهبود یابد و هم وضعیت منطقهٔ شهری. او برای این منظور از راهکنش‌هایی چون ایجاد مغازه و ساختمان تجاری جهت کنش با بافت محیط در طبقات همکف این پروژه‌ها، در نظر گرفتن دستفروشان و فروشندگان غذای خیابانی در فضاهای مرزی طرح مسکن و بافت شهری، و گارانتی مابه‌تفاوت اجاره طرح‌ها جهت افزایش غنای قشری ساکنان یاد می‌کند. به گفتهٔ جیکوبز در برخی طرح‌های مسکن که جهت طبقات متوسط ایجاد شده‌اند، ساکنان نسبت به محیط شهری اطراف طرح حس خصومت و عداوت پیدا می‌کنند و تلاش در منزوی کردن مجتمع مسکونی نسبت به بافت شهری بیرون دارند و برای مواجهه با این حس باید با راهکاری تدریجی امنیت بافت بیرونی را افزایش داد و از حضور اقشار مختلف اجتماعی و اقتصادی در داخل مجتمع مطمئن شد.
به باور جیکوبز، توسعهٔ استفاده از خودروها که اتفاقاً با ظهور نظریات ضدشهری و حومه‌محور در شهرسازی همزمان شد، باعث گسیختگی خیابان‌ها و شکنندگی محله‌های شهری شده است. او این فرایند را «فرسایش شهر توسط خودروها» می‌نامد و می‌گوید که در نهایت مشکل اصلی تعداد زیاد خودروها به نسبت عابران پیاده است و نه نفس استفاده از خودروها (که به بهبود کیفیت زندگی انجامیده است)، و همچنین گسترش نیاز به پارکینگ که باعث گسیختگی بافت‌های شهری می‌شود. به گفتهٔ او باید برای مقابله با این فرایند فرسایشی، به فرآیندی که او آن را «سایش خودروها توسط شهر» نامیده است روی آورد که مشتمل است بر راهکنش‌هایی چون عریض‌تر کردن پیاده‌روها به نسبت معبر سواری، کوتاه‌تر کردن بلوک‌های شهری، افزایش تعداد و اولویت‌بندی خودروهای حمل‌ونقل عمومی مثل اتوبوس و خودروهای کار، و استفاده از بن‌بست برای محافظت محلات در برابر ترافیک ناخواسته.
به‌گفتهٔ جیکوبز شهرها آثار هنری نیستند و مساعی معمارانه در جهت زیباسازی شهری که بدون درک نظم ساختاری شهرها صورت می‌گیرد به غنای زندگی شهری چیزی نمی‌افزاید.
جیکوبز می‌گوید که به جای آن باید با ایجاد انقطاعات بصری در خیابان‌ها تصور «بی‌پایانی» را از بین برد، با ایجاد تضاد کاربری بین لندمارک‌ها و بافت اطراف آن‌ها، به آن‌ها شخصیت داد، و از عناصر متحدساز و یکپارچه‌کننده (مثل ردیف درخت، طرح کفپوش پیاده‌رو یا سایبان‌های هم‌شکل) به برخی خیابان‌ها هویت مشخص بخشید.
در زمینهٔ حکمرانی منطقه‌های شهری و برنامه‌ریزی شهری، جیکوبز جلسه‌های رسیدگی عمومی مرسوم در شهرهای آمریکایی را ناکافی می‌داند و می‌گوید که کارشناسان و مدیران شهری باید در دو زمینه خبرگی داشته باشند، یکی مباحث تخصصی و فنی مربوط به رشتهٔ خود و دیگری آشنایی با منطقهٔ شهری و مسائل و معضلات آن، و ازین رو ساختار سازمانی عمودی (که در آن ادارات تخصصی مدیریت تمام امور مربوط به رشتهٔ خود در کل سطح شهر را بر عهده دارند) پاسخگوی مسائل شهری نیست و از سوی دیگر کارایی برخی ادارات شهری (مثل پلیس یا آتش‌نشانی) در ساختار سازمانی افقی (که در آن ادارات محلی مدیریت تمام رشته‌ها در آن منطقه را بر عهده دارند) کاهش می‌یابد و ازین رو در مدیریت امور شهری باید ساختارهای سازمانی ترکیبی و منعطفی ایجاد کرد. به گفتهٔ جیکوبز حکمرانی مناطق شهری باید به گونه‌ای باشد که ساختاری برای ارتباط شهروندان با نهادهای دولتی و توان تاثیرگذاری و فشار ایشان را بر آن‌ها ایجاد کند و به این منظور باید حداکثر مساحت جغرافیایی هر منطقه شهری (که سرپرست یا شهردار خاص خود را داشته باشد) را تقریباً یک و نیم مایل مربع (حدود چهار کیلومتر مربع) در نظر گرفت، و جمعیت آن باید بین ۵۰٬۰۰۰ تا ۲۰۰٬۰۰۰ نفر باشد.
در نهایت جیکوبز بر آن است که رویکرد صحیح به مسائل شهری با شناخت صحیح از چیستی آن‌ها حاصل می‌شود. جیکوبز با نقل قول از مقالهٔ وارن ویور، که مسائل علمی را به سه دستهٔ «مسائل ساده» (مسائلی که دو متغیر اصلی مرتبط به هم دارند و می‌توان رفتارشان را با سنجش این متغیرها تشریح کرد، مثلاً قانون بویل)، «مسائل پیچیدهٔ بدون ساختار» (که شامل تعداد بسیار زیادی [مثلا میلیاردها] متغیر هستند و برای تشریح آن‌ها از روش‌های آماری و احتمالات استفاده می‌شود، مثل قوانین ترمودینامیک) و «مسائل پیچیدهٔ ساختارمند» (که شامل تعداد بسیار زیادی متغیر وابسته به هم هستند، مثل پزشکی و زیست‌شناسی) تقسیم می‌کند، می‌گوید که مسائل شهری از نوع «مسائل پیچیدهٔ ساختارمند» هستند و باید عوامل تأثیرگذار بر شهر را بی‌شمار و وابسته به هم دید. به گفتهٔ او مشکل بنیادی نظریات شهری معاصر مثل طرح باغ‌شهر ابنیزر هوارد این است که با شهر به مثابه مسئله‌ای از نوع «مسائل ساده» برخورد می‌کنند (دو متغیر هوارد در طرح باغشهر تعداد خانه‌های مسکونی و میزان مشاغل موجود بود) و از سوی دیگر طیف طرح‌هایی چون شهر درخشان لو کوربوزیه شهر را در ردهٔ «مسائل پیچیدهٔ بدون ساختار» دسته‌بندی می‌کردند و تلاش داشتند تا از روش‌های آماری و احتمالات به حل مسائل شهری بپردازند. به باور جیکوبز رویکرد صحیح در مواجهه با مسائل شهری، نگاه به آن‌ها به مثابهٔ «مسائل پیچیدهٔ ساختارمند» (مشابه مسائل پزشکی و زیست‌شناسی) است و باید در آن‌ها به فرایندها توجه داشت و از مصداق به مفهوم رسید، و مانند پزشکی که در معاینه فرد با استفاده از اصول علت‌شناسی و مطالعهٔ عینی علائم و نشانه‌های بیماری، بیماری را تشخیص می‌دهد و سپس دست به تجویز درمان مختص آن بیماری می‌کند و به دنبال استدلال عقلانی دربارهٔ بیماری نیست، در مواجهه با مسائل شهری باید آن‌ها را پدیده‌هایی طبیعی و ارگانیک دید و با استقرای فرآیندهای شهری و کاتالیزورهای آن‌ها به راهکنش‌هایی روی آورد که به بهبود کیفیت زندگی شهری می‌انجامند و کمترین آسیب را به بافت شهری وارد می‌کند.

## یادداشت
1. ↑  Clarence Stein
2. ↑  Henry Wright
3. ↑  Catherine Bauer
4. ↑  Decentrists
5. ↑  Cataclysmic Money
6. ↑  Gradual Money
7. ↑  Erosion of cities by automobiles
8. ↑  Attrition of automobiles by cities
9. ↑  یا چند متغیر، ولی تعدادی بسیار معدود